# Griselda Pollock
Griselda Pollock, född 11 mars 1949 i Bloemfontein, Sydafrika, är en sydafrikansk-brittisk konsthistoriker, publicist, kulturvetare och professor i genusvetenskap vid University of Leeds.  
Efter uppväxtår i såväl Sydafrika som Kanada, flyttade hon 1962 till England där hon påbörjade  sin utbildning vid Oxfords universitet. 1970 erhöll hon där en bachelor i modern historia. Hon följde upp med en master i konsthistoria vid Courtauld Institute. Hon är feminist och engagerar sig för kvinnor i konsthistorien. Från 1974 till 1977 undervisade hon vid University of Manchester och 1977 publicerade hon artikeln What's Wrong with Images of Women? Samma år fick hon en professur i kritisk konsthistoria och kulturell analys vid University of Leeds.
Griselda Pollock har skrivit en avhandling om van Gogh och ett tjugotal böcker om konst och feminism.